# August von Trott zu Solz

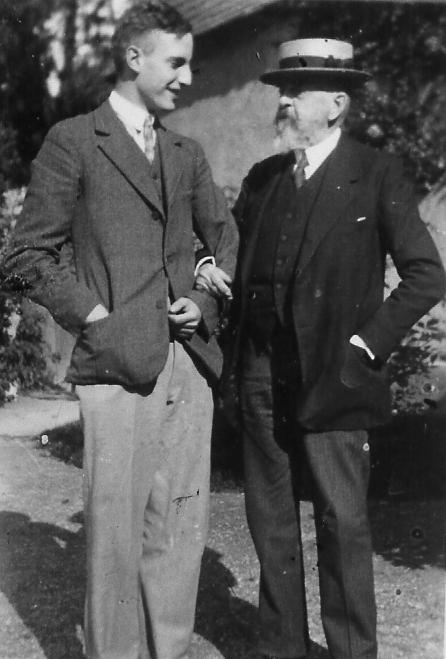
August von Trott zu Solz avec son fils Adam

August von Trott zu Solz (baptisé August Clemens Bodo Paul Willi) (né le 29 décembre 1855 à Imshausen et mort le 27 octobre 1938 dans la même ville), est un haut fonctionnaire administratif allemand et homme d'État. Il est ministre d'État royal de Prusse (ministre de l'Éducation 1909-1917) et haut président des provinces prussiennes de Brandebourg (1905-1909) et de Hesse-Nassau (1917-1919).

## Formation
Trott étudie aux lycées de Dresde et de Cassel et étudie le droit et les sciences politiques à Wurtzbourg, Heidelberg et Leipzig. Il est membre du corps Rhenania Würzburg et Guestphalia Heidelberg (de). Après avoir terminé ses études, il rejoint la fonction publique prussienne à Oppeln en 1884 en tant qu'évaluateur du gouvernement.

## Famille
August von Trott est issu d'une famille de la noblesse de Hesse, qui réside dans l'arrondissement actuel de Hersfeld-Rotenburg. Le siège ancestral de la famille se trouve dans les villages de Solz et Imshausen, qui appartiennent aujourd'hui à la ville de Bebra. Pendant des générations, des membres de la famille von Trott zu Solz émergent dans l'État ou au service de l'État. August von Trott zu Solz est le fils du conseiller de la légation de Hesse Werner Levin von Trott zu Solz (né le 1er juin 1819 à Stuttgart et mort le 10 octobre 1858 à Kennenburg près d'Esslingen) et sa femme Sophie née von Lehsten-Dingelstedt (de) (née le 8 mai 1831 à Lessendorf et morte le 8 août 1880 à Imshausen).
Trott se marie le 28 février 1901 à Cassel Eleonore von Schweinitz (de) (né le 21 février 1875 à Vienne et morte le 11 mars 1948 Imshausen, la fille du général d'infanterie royale prussien et adjudant général Hans Lothar von Schweinitz (1822-1901), ambassadeur impérial allemand, et de l'américaine Anna Jay (1849-1925), l'arrière-petite-fille de John Jay, un des pères fondateurs des États-Unis.
August et Eleonore von Trott zu Solz ont huit enfants, cinq filles et trois fils. L'un des fils est Adam von Trott zu Solz (1909-1944).

## Carrière
En 1886, August von Trott zu Solz est nommé administrateur (de) de l'arrondissement d'Höchst nouvellement créé puis en 1892, de l'arrondissement de Marbourg (de) en tant qu'administrateur du district. En 1887 (en remplacement de Friedrich Christian Wirth (de)), il représente l'arrondissement d'Höchst au parlement communal de Nassau. À partir de 1894, il est membre du gouvernement privé et chargé de cours au ministère prussien de l'Intérieur. La même année, il est élu à la chambre des représentants de Prusse pour la 10e circonscription (Marbourg). Il appartient à la faction conservatrice. En raison de sa promotion officielle, il démissionne de son mandat en 1898.
En mars 1898, il devient président du district de Coblence et en janvier 1899 président du district de Cassel. En 1905, il est haut président de la province de Brandebourg et de la ville de Berlin, où il est également chef de l'administration provinciale de l'État à Potsdam.
De 1909 à 1917, August von Trott est ministre de l'Éducation dans le gouvernement prussien du chancelier Theobald von Bethmann Hollweg. Entre autres, il signé le décret du 22 août 1911, qui stipule que «dans tous les établissements d'enseignement supérieur, la durée du cours est généralement fixée à 45 minutes». Cela marque le début historique de la leçon uniforme de 45 minutes dans le système scolaire germanophone.
Pendant le mandat de Trott, la Société Kaiser-Wilhelm est fondée en 1911. Il joue également un rôle décisif dans la création de l'Université de la Fondation à Francfort en 1914.
En juillet 1917, Trott démissionne de son poste de ministre. Sa démission est liée à la lutte du cabinet Bethmann Hollweg pour réformer le suffrage arriéré à trois classes. Bien que le gouvernement a pu convenir que la réforme de la loi électorale est nécessaire et que les futures élections en Prusse doivent être secrètes et directes, la même loi électorale reste controversée. Parmi les opposants au même suffrage figure, avec quatre de ses collègues du cabinet, August von Trott. Il craint une radicalisation de la chambre des représentants de Prusse avec des conséquences négatives pour l'église et l'école. Après que Bethmann Hollweg a réussi à convaincre l'empereur de proclamer l'égalité des droits de vote, les cinq ministres vaincus annoncent leur démission. Avant même que le limogeage de Trott ne puisse avoir lieu officiellement, la crise de juillet 1917 - nommée en référence à la crise déclencheuse de guerre de juillet - désigne le chancelier. Bethmann Hollweg démissionne le 13 juillet 1917.
De 1917 à 1919, Trott est haut président de la province prussienne de Hesse-Nassau à Cassel. En raison des bouleversements politiques en Allemagne, il démissionne de ses fonctions en 1919 et se retire à Imshausen. De 1921 à 1926, il représente la province de Hesse-Nassau au Reichsrat, la nouvelle représentation étatique créée par la Constitution de Weimar. Entre 1917 et 1933, il est membre du Sénat de la Société Kaiser-Wilhelm.

## Honneurs
- Chambellan royal de Prusse
- Membre honoraire de l'Académie prussienne des sciences de Berlin
- Chevalier de l'ordre de l'Aigle noir
- Commandeur de l'ordre de Saint-Jean
- Vice-maréchal de la chevalerie de l'ancienne Hesse (de)